# Manabu Horii
Manabu Horii (堀井 学 (Horii Manabu?); Muroran, 19 febbraio 1972) è un ex pattinatore di velocità su ghiaccio giapponese.

## Palmarès

### Olimpiadi
- Bronzo a Lillehammer 1994 nei 500 metri.

### Mondiali
- Oro a Varsavia 1997 nei 500 metri.
- Bronzo a Heerenveen 1996 nello sprint.